# Quintus Sosius Senecio
Quintus Sosius Senecio (francisé en Sénécion) est un sénateur romain, dont la carrière s'étend des règnes de Domitien à Trajan. Sosius Senecio est consul ordinaire en 99 et 107. Il est un des plus proches conseillers de Trajan et une des figures publiques les plus en vue sous son règne, mais on n'a que peu de certitudes sur sa carrière.

## Biographie

### Début de carrière sous Domitien
Selon une inscription qui lui est souvent attribuée, il est quattuorvir viarum curandarum, un des quatre élus municipaux chargés de la voirie à Rome, puis est questeur en Achaïe, puis tribun de la plèbe et préteur sous Domitien,.
Parfois donnée proconsul en Asie vers 90, l'inscription le donne légat de la legio I Minervia en Germanie inférieure sous Domitien ou sous Nerva, et ensuite gouverneur impérial en Belgique (legatus pro praetore provinciae Belgicae) à la fin du règne de Domitien ou sous celui de Nerva,, non loin de Trajan, qui est en Germanie supérieure. Ce dernier est alors adopté par Nerva à qui il succède en 98.

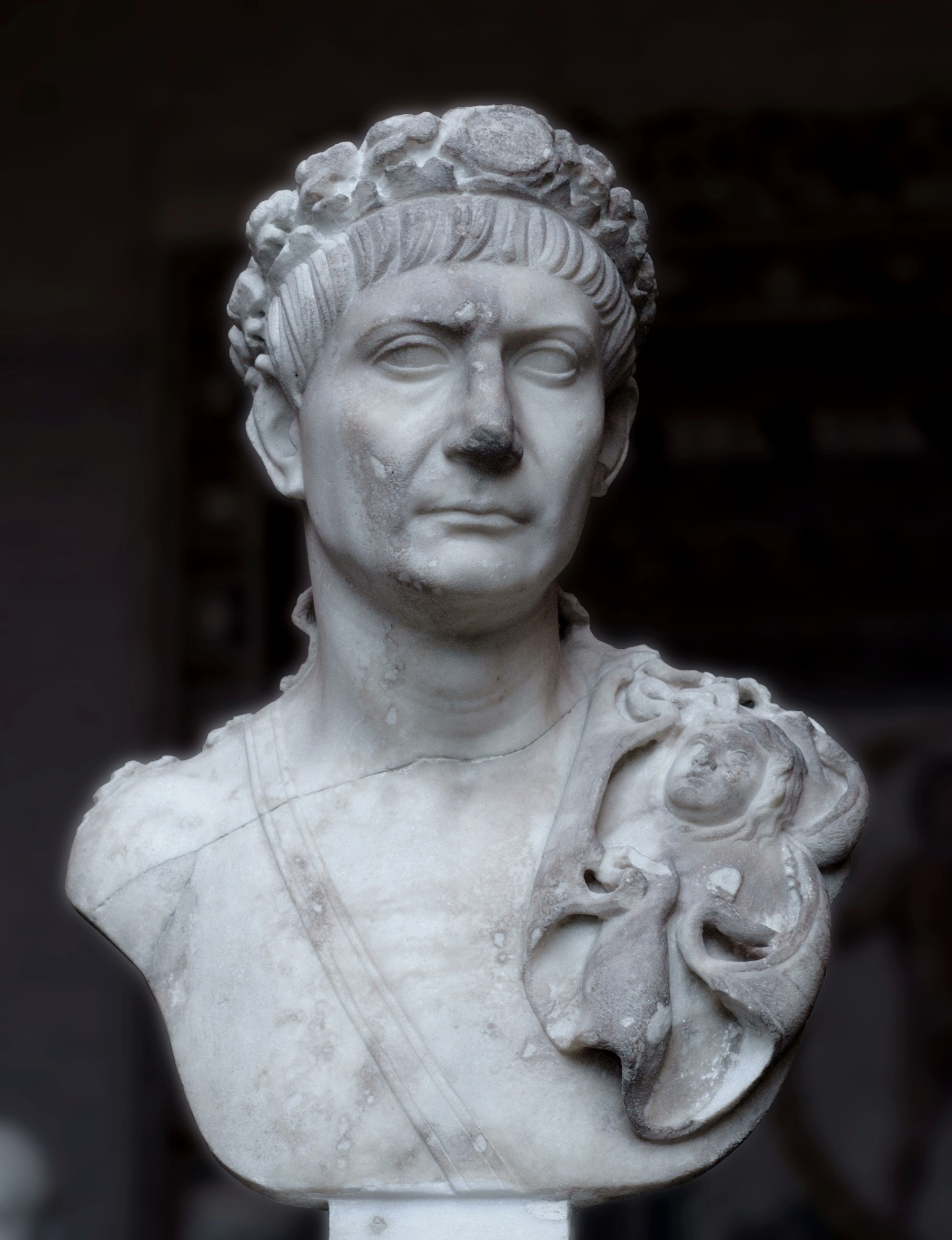
L'empereur Trajan (98 à 117).

### Consulats et guerres daciques
Sosius Senecio est, avec Aulus Cornelius Palma, le premier consul ordinaire sous Trajan, en l'an 99. C'est une marque d'estime et d'importance pour Sosius Senecio, signe d'une relation étroite avec l'empereur, qui souhaite le distinguer particulièrement.
À la suite de son consulat, il succède à Lucius Neratius Priscus en tant que gouverneur impérial en Germanie inférieure (legatus augusti pro praetore) en 100, où il ne reste en poste que peu de temps, une année tout au plus. Quintus Acutius Nerva lui succède et Sosius Senecio part en Mésie pour participer aux guerres daciques (101-102 et 105-106) avec Trajan. Il est peut-être légat d'Auguste propréteur en Mésie supérieure lors de la première guerre, succédant à Caius Cilnius Proculus, et un des deux généraux en chef de Trajan lors de la deuxième, avec Caius Iulius Quadratus Bassus. On lui octroie les décorations militaires doubles (dona militaria), ce qui montre qu'il a participé activement aux campagnes militaires.
Dès son retour des guerres daciques, il est à nouveau consul ordinaire en 107 avec Lucius Licinius Sura. Pour sa contribution décisive et stratégique aux deux guerres daciques, Sosius Senecio reçoit les insignes triomphaux et est honoré de son vivant d'une statue de bronze dans le forum d'Auguste, honneur réservé qu'à deux autres consulaires (Aulus Cornelius Palma pour son annexion de l'Arabie et Lucius Publilius Celsus pour des raisons inconnues) par Trajan.

### Famille et relations
Selon certaines hypothèses, Sosius Senecio est originaire de Tarraconaise, mais de nombreuses autres hypothèses sont avancées (originaire d'Orient, d'Italie, d'Afrique ou de Gaule, ou encore homo novus de Cilicie).
Il est le gendre de Sextus Iulius Frontinus,, célèbre écrivain militaire et curateur des eaux, mais aussi trois fois consul et général mort probablement en 103. Le mariage entre Iulia Frontina et Sosius Senecio est célébré sous Domitien,.
Il est le père de Sosia Polla,, qui épouse le futur consulaire (suffect) Quintus Pompeius Falco,, un ami de Pline le Jeune, qui a participé aux guerres daciques, consul suffect en 108 et qui sera entre autres proconsul en Asie sous Hadrien. Il est donc le grand-père de Quintus Pompeius Sosius Priscus, consul en 149,.

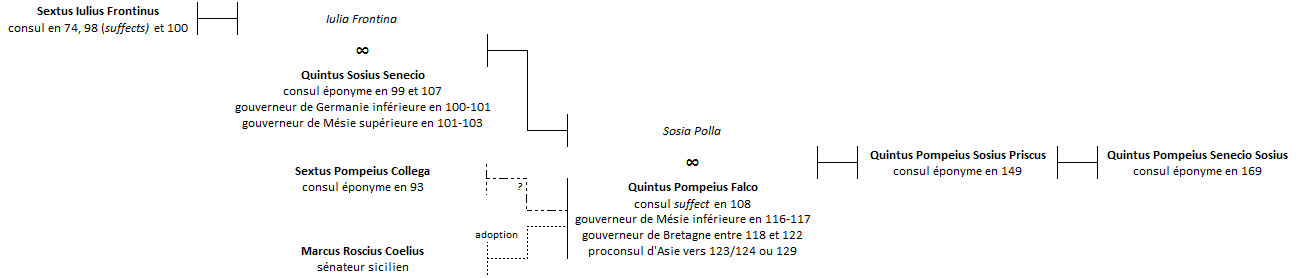
Famille des Pompeius Sosius sous les Antonins. Arbre non exhaustif.

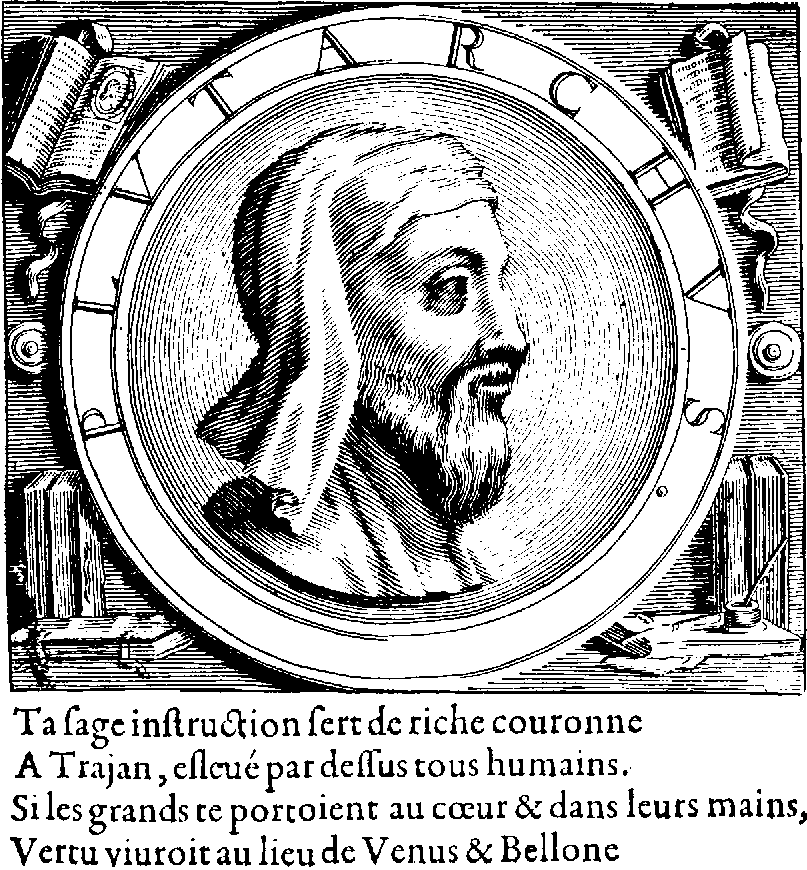
Gravure représentant Plutarque dans une édition (Amyot, 1565) des Vies parallèles, dont Sénécion serait le commanditaire.

Sosius Senecio est probablement un ami de Pline le Jeune dont une des Lettres lui est adressée, et dans laquelle Pline lui demande une faveur pour son neveu,, lettre datée des environs de 102-105.
Il fait aussi partie des héritiers du riche Domitius Tullus, où il est mentionné à la suite de Trajan dans le testament épigraphique.
Plutarque s’adresse à lui dans plusieurs de ses vies,,, dont Sosius Senecio pourrait être le commanditaire. Plutarque lui dédie aussi quelques-uns de ses autres ouvrages, dont certaines de ses Œuvres morales,,. À la mort de Sosius Senecio, Plutarque abandonne l'écriture des Vies parallèles.
Ainsi sa mort est datée des environs en l'an 110.

## Nom de la commune de Soisy-sur-Seine
Un général romain nommé « Sosius » est à l'origine du nom de la ville de Soisy-sur-Seine. Il existe bien évidemment d'autres Sosius dans l'histoire, comme Caius Sosius, général et consul à la fin de la République romaine et sous le règne d'Auguste.

« Les origines de la ville remonteraient à l’époque romaine, durant laquelle un général romain dénommée Sosius y aurait installé sa garnison en bord de Seine. »

— Site de la ville de Soisy-sur-Seine (Essonne, France), section « Patrimoine » [lire en ligne].

« ... de Sociacum, qui dérive du nom du général romain Sosius. »

— Site topic-topos, patrimoine des communes de France, article « Soisy-sur-Seine » [lire en ligne].